# Elisaveta Bagriana
Elisaveta Bagriana, em búlgaro Елисавета Багряна, (Sófia, 29 de abril de 1893 – Sófia, 23 de março de 1991) foi uma poetisa búlgara, considerada, ao lado de Dora Gabe (1886-1983), uma das figuras mais importantes da literatura da Bulgária.
Bagriana foi a segunda dos três búlgaros nomeados para o Prémio Nobel.
No início do século XX, Bagriana manteve estreita amizade com Pétar Russev, pai da política brasileira Dilma Rousseff.